# 旧赤坂高等尋常小学校本館校舎
旧赤坂高等尋常小学校本館校舎(きゅうあかさかこうとうじんじょうしょうがっこう ほんかんこうしゃ）は、岡山県赤磐市馬屋（まや）にある歴史的建造物。木造2階建ての元小学校校舎で、「岡山県の近代化遺産」の一つである。2018年（平成30年）11月2日、国の登録有形文化財（建造物）として登録された。

## 概要
1910年(明治43年)、現在の岡山県久米郡久米南町にあたる里方村に赤坂尋常高等小学校の本棟として建設された。1927年（昭和2年）には、開校当初に教室として借用した誕生寺の名前を冠して「誕生寺尋常高等小学校」に改称する。学制改革で誕生寺小学校に改称、1970年（昭和45年）までこの校舎は使用された。
校舎新築のために一度解体されたが校舎保存運動があり、1974年（昭和49年）、福武書店を設立した福武哲彦の協力を得て備前国分寺跡や環太平洋大学に近い現在の場所に移築、岡山進研学院に譲渡された形となり倉庫として使用された。

## 建物の特徴
ルネサンス様式の木造2階建て寄棟造の主棟に木造平屋切妻造の西ウィングが接続されている。正面中央の玄関口には、木製のハンマービームトラス状の装飾構造物が取り付けられているのが目立つ。基礎は上下を切石、中間を煉瓦積みとしている。外壁は腰回りに堅羽目板、他の部分は下見板を採用している。2階は上部に交差筋交いをいれたハーフティンバー様式である。玄関の上に当たる部分に設けた屋根窓には菊水の紋章が取り付けてあり、当時、岡山県下で学校を多く建築した江川三郎八の好んだ外観とデザインを示す。2階部分は講堂として使用され6間×10間（面積およそ198.31m2）、和様特有の折上格天井を採用している。